# Єленьч (Куявсько-Поморське воєводство)
Єленьч (пол. Jeleńcz) — село в Польщі, у гміні Кенсово Тухольського повіту Куявсько-Поморського воєводства.
Населення — 313 осіб (2011).
У 1975-1998 роках село належало до Бидгощського воєводства.

## Демографія
Демографічна структура станом на 31 березня 2011 року:
|          | Загалом | Допрацездатний вік | Працездатний вік | Постпрацездатний вік |
| -------- | ------- | ------------------ | ---------------- | -------------------- |
| Чоловіки | 156     | 34                 | 109              | 13                   |
| Жінки    | 157     | 40                 | 90               | 27                   |
| Разом    | 313     | 74                 | 199              | 40                   |